# جان بول بيرناد
جان بول بيرناد (بالفرنسية: Jean-Paul Bernad)‏ (8 يوليو 1954 في سيدي بلعباس) لاعب كرة قدم فرنسي الجنسية جزائري المولد معتزل كان يجيد اللعب في خط الوسط .

## المسيرة الرياضية
بدأ بيرناد مسيرته الرياضية في نادي ليون وتزامل مع نجوم النادي آنذاك سيرج كييزا وبيرنارد لاكومب ولكنه تألق أكثر عندما انتقل إلى نادي ميتز حيث تم تعيينه قائدا للفريق وساهم في تحقيق بطولة كأس فرنسا موسم 1983-1984 .

## روابط خارجية
- جان بول بيرناد على موقع قاعدة بيانات كرة القدم.إي يو (الإنجليزية)
- جان بول بيرناد على موقع عالم كرة القدم.نت (الإنجليزية)